# Sunset Pass
Pour les articles homonymes, voir Sunset Pass (homonymie).
Sunset Pass est un western américain réalisé par Henry Hathaway, sorti en 1933.

## Synopsis
Un homme est engagé pour enquêter sur le trafic de bétail...

## Fiche technique
- Titre original : Sunset Pass
- Réalisation : Henry Hathaway
- Scénario : Jack Cunningham, Gerald Geraghty, d'après le roman éponyme de Zane Grey
- Direction artistique : A. Earl Hedrick (en)
- Photographie : Archie Stout
- Montage : Jack Scott
- Production associée : Harold Hurley
- Société de production : Paramount Productions, Inc.
- Société de distribution :  Paramount Productions, Inc.
- Pays d’origine :  États-Unis
- Langue : anglais
- Format : noir et blanc - 35 mm - 1,37:1 - Son Mono (Western Electric Noiseless Recording)
- Genre : Western
- Durée : 64 minutes
- Date de sortie :
  - États-Unis : 26 mai 1933

## Distribution
- Randolph Scott : Ash Preston
- Tom Keene : Jack Rock, alias Jim Collins
- Kathleen Burke : Jane Preston
- Harry Carey : John Hesbitt
- Kent Taylor : Clink Peeples
- Noah Beery : Marshall Blake
- Leila Bennett : Hetty Miller
- Fuzzy Knight : Willie Willard
- George Barbier : Juge
- Charles Middleton : Williams
- Patricia Farley : Grace
- Vince Barnett : Windy
- Tom London : Ben